# Ernst Ostermeier
Ernst Ostermeier (* 10. Februar 1890 in Dortmund; † 9. Mai 1960) war ein deutscher Radrennfahrer und nationaler Meister im Radsport.

## Sportliche Laufbahn
Ostermeier war im Bahnradsport aktiv. Er kam als Kind mit seiner Familie nach Hannover und begann dort mit dem Radsport. Als Lehrling kaufte er sich sein erstes Rennrad und bestritt 1907 sein erstes Radrennen. Nach ersten Erfolgen als Amateur wechselte er 1908 zu den Berufsfahrern. 1909 konnte er bereits 17 Rennen gewinnen. 1910 gewann er den Großen Preis von Essen gegen den damals zur internationalen Sprinterelite gehörenden Otto Meyer. Mit Willy Arend gewann er den nationalen Titel im Tandemrennen 1910. 1919 wurde er Vizemeister im Sprint hinter Walter Rütt, 1921 hinter Willy Arend. 1920 wurde er Dritter der Meisterschaft. Ostermeier bestritt einige Sechstagerennen.

## Berufliches
Ostermeier war nach seiner Profikarriere als Kraftfahrer im Landesarbeitsamt von Niedersachsen tätig.